# Lestes jerrelli
Lestes jerrelli är en trollsländeart som beskrevs av Tennessen 1997. Lestes jerrelli ingår i släktet Lestes och familjen glansflicksländor. Inga underarter finns listade i Catalogue of Life.